# Parahepomidion granulatum
Parahepomidion granulatum là một loài bọ cánh cứng trong họ Cerambycidae.